# Nyebro färja
Nyebro färja var en färjeled över Göta älv som förband Hisingen med fastlandet, ungefär mellan Orrekulla på Hisingssidan, och Agnesberg på fastlandssidan.
Namnet kommer från en bro som uppfördes 1786 upp mot närbelägna Orrekulla skans, som i sin tur ersatte en äldre bro från 1680. Den nya bron, Nyebron, revs 1820 efter mångårigt förfall.

## Historia
Nyebroleden är en mycket gammal förbindelse, och det är inte någon som riktigt vet när de första båtarna började trafikera sträckan. Den tidigaste noteringen man har funnit är från en resolution daterad 26 juni 1766 som tillkännagav att färjan vid Nyebro underhölls av Kronan, dvs. staten. Den 8 juni 1822 finns noterat i kommunfullmäktige i Säve kommun, som Orrekulla på den tiden tillhörde, att Säve socken och en Herr J E Broberg fick rätt att uppta färjepengar för en nybyggd linfärja enligt den tidens taxa.
1878 fann Länsstyrelsen att det inte fanns någon skyldighet längre för färjeintressenterna att upprätthålla trafiken, och därför skulle kommunen få rätt att arrendera ut färjeinrättningen. Året därpå berättigades boende på Clarebergs gård och kringliggande hemman att få driva färjetrafiken mot en av länsstyrelsen fastställd taxa.
1944 (?) övertog Statens vägförvaltning driften då förbindelsen ansågs vara till allmänt gagn. Emellertid underhölls varken färja, färjelägen eller strandskoningarna speciellt väl, och länsstyrelsen hotade vid ett tillfälle med åtgärder om inte "iståndssättningsarbeten utfördes". Hoten hade verkan och 1924 införskaffades en ny färja av plåt.
Nyebro färja utgjorde under många år en betydelsefull avlastning för Jordfallets färja, även efter att Jordfallsbron hade byggts. Färjeläget byggdes om mellan 1955 och 1956 för att kunna ta ännu fler väntande bilar och smidigare hantera lastning och lossning.
Den 11 januari 1955 klockan 9 transporterade kronans landsvägsfärja F 29 en lastbil från Nyebro till Agnesberg. Ombord på lastbilen fanns fem kreatur. På älven fick färjan slagsida mot babord varpå lastbilen gled ned och tre av kreaturen drunknade. Denna händelse kom så småningom att avgöras av Göteborgs rådhusrätt (den 8 april 1957).

## Avvecklingen
I och med utvecklingen av stadsdelarna i nordöstra Göteborg och industrierna på Hisingen ökade vägtrafiken kraftigt under 50- och 60-talen. Det stod snart klart att Nyebro färja inte skulle kunna svälja all framtida trafik. Till exempel kunde den sista färjan som trafikerade linjen endast ta hand om 6 personbilar och lasta max 30 ton.
En ombyggnad till en modern bilfärja skulle bli så dyr att man istället valde att lägga pengarna på en bro. Så skedde också - Angeredsbron stod klar 1978, och tillsammans med byggandet av Norrleden och Hisingsleden gjordes Nyebro färja överflödig.